# Elly van Stekelenburg
Engelina Maria Isabella (Elly) van Stekelenburg (Enschede, 28 juni 1901 – Breukelen, 3 augustus 1984) was een Nederlands actrice.
Als Twentse van geboorte ging ze naar Amsterdam om de Academie voor Dramatische Kunsten "De Tooneelschool" te bezoeken. Na het behalen van haar diploma ging zij spelen bij het Hofstad Toneel.
Van Stekelenburg was een gewaardeerd actrice die in 1961 de Albert van Dalsumprijs kreeg toegekend voor haar vertolking van de weduwe Lauwereijssen in het toneelstuk 'Lijmen', naar het boek van Willem Elsschot. Ze speelde in heel het land, maar ook in voormalig Nederlands-Indië. Met haar zware stem en haar karakteristieke lachje wist zij veel toneelliefhebbers te boeien. Ze was én is ook te horen op vele platen waarop zij sprookjes vertolkte met onder anderen Ko van Dijk die jarenlang haar echtgenoot was en met wie ze samen deel uitmaakte van het Nieuw Rotterdams Toneel. In 1959 sprak zij de stem in van Flora in de eerste Nederlandse nasynchronisatie van Walt Disney's Doornroosje (1959). Ze heeft ook vele malen op tv gespeeld, onder andere in de bekende serie 'Kunt u mij de weg naar Hamelen vertellen, mijnheer?', waarin ze in het derde en vierde seizoen de rol van Fee Snoertje speelde. Ook speelde ze mee in het eerste seizoen van de serie Q & Q in 1974.
In 1943 trouwde zij met Ko van Dijk; het was zijn tweede huwelijk. In 1950 scheidde het paar. Daarna was ze enige tijd gehuwd met Hans Culeman.

## Trivia
Aan het eind van haar leven woonde Van Stekelenburg in een huis vol gokautomaten en reed ze door Breukelen in een Witkar die ze van de Floriade had overgenomen.